# Hilara obscuritarsis
Hilara obscuritarsis är en tvåvingeart som beskrevs av Zetterstedt 1859. Hilara obscuritarsis ingår i släktet Hilara och familjen dansflugor. Inga underarter finns listade i Catalogue of Life.